# 八木信雄
八木 信雄（やぎ のぶお、1903年（明治36年）4月25日 - 没年不明）は、昭和時代前期の朝鮮総督府官僚。黄海道知事。全羅南道知事。

## 経歴
八木彦助の長男として鹿児島県鹿児島市に生まれる。1925年（大正14年）高等試験行政科に合格し、翌年東京帝国大学法学部政治科を卒業する。朝鮮総督府に奉職し、黄海道、慶尚北道各警務課長、警務局勤務、黄海道警務部長、警務局警務課長などを経て、1942年（昭和17年）11月、警務局保安課長に任じた。1944年（昭和19年）12月、黄海道知事に就任し、のち全羅南道知事を務めた。

## 著作
- 編著『御親閲拝受記 : 現役将校学校配属令施行拾五周年記念』朝鮮教育会、1940年。